# Chapada da Natividade
Chapada da Natividade es un municipio brasileño del estado del Tocantins. Se localiza a una latitud 11º37'01" sur y a una longitud 47º45'02" oeste, estando a una altitud de 365 metros. Su población estimada en 2004 era de 3 540 habitantes.
Posee un área de 1677,9 km².